# Panamerikanische Spiele 1975/Leichtathletik
Bei den Panamerikanischen Spielen 1975 in Mexiko-Stadt (Mexiko) wurden in der Leichtathletik 37 Wettbewerbe ausgetragen, davon 23 für Männer und 14 für Frauen.

## Männer

### 100-Meter-Lauf
| Platz | Athlet          | Land | Zeit (s) |
| ----- | --------------- | ---- | -------- |
| 1     | Silvio Leonard  | CUB  | 10,15    |
| 2     | Hasely Crawford | TRI  | 10,21    |
| 3     | Hermes Ramírez  | CUB  | 10,34    |
| 4     | James Gilkes    | GUY  | 10,35    |
| 5     | Clancy Edwards  | USA  | 10,39    |
| 6     | Hugh Fraser     | CAN  | 10,45    |
| 7     | Rui da Silva    | BRA  | 10,46    |
| 8     | Bill Collins    | USA  | 10,48    |

Wind: −0,4 m/s

### 200-Meter-Lauf
| Platz | Athlet             | Land | Zeit (s) |
| ----- | ------------------ | ---- | -------- |
| 1     | James Gilkes       | GUY  | 20,43    |
| 2     | Larry Brown        | USA  | 20,69    |
| 3     | Michael Sands      | BAH  | 20,98    |
| 4     | Bill Collins       | USA  | 21,03    |
| 5     | Hugh Fraser        | CAN  | 21,09    |
| 6     | Pablo Montes       | CUB  | 21,35    |
| 7     | Raymond Heerenveen | AHO  | 21,37    |
| 8     | Jesús Rohena       | PUR  | 21,48    |

Wind: −2,4 m/s

### 400-Meter-Lauf
| Platz | Athlet             | Land | Zeit (s) |
| ----- | ------------------ | ---- | -------- |
| 1     | Ronnie Ray         | USA  | 44,45    |
| 2     | Alberto Juantorena | CUB  | 44,80    |
| 3     | Delmo da Silva     | BRA  | 45,53    |
| 4     | Michael Sands      | BAH  | 45,89    |
| 5     | Eddy Gutiérrez     | CUB  | 46,15    |
| 6     | Bryan Saunders     | CAN  | 46,30    |
| 7     | Trevor Campbell    | JAM  | 46,61    |
| 8     | Glenn Bogue        | CAN  | 47,29    |

### 800-Meter-Lauf
| Platz | Athlet          | Land | Zeit (min) |
| ----- | --------------- | ---- | ---------- |
| 1     | Luis Medina     | CUB  | 1:47,98    |
| 2     | Leandro Civil   | CUB  | 1:48,75    |
| 3     | Carlos Martínez | MEX  | 1:48,78    |
| 4     | Rayfield Beaton | GUY  | 1:49,11    |
| 5     | Tom McLean      | USA  | 1:49,14    |
| 6     | Keith Francis   | USA  | 1:49,30    |
| 6     | Ken Elmer       | CAN  | 1:49,30    |
| 8     | Darcy Pereira   | BRA  | 1:57,25    |

### 1500-Meter-Lauf
| Platz | Athlet          | Land | Zeit (min) |
| ----- | --------------- | ---- | ---------- |
| 1     | Tony Waldrop    | USA  | 3:45,09    |
| 2     | Carlos Martínez | MEX  | 3:45,98    |
| 3     | Luis Medina     | CUB  | 3:49,84    |
| 4     | Modesto Comprés | DOM  | 3:52,14    |
| 5     | Javier Chávez   | MEX  | 3:52,35    |
| 6     | José Cobo       | CUB  | 3:52,37    |
| 7     | Carlos Báez     | PUR  | 3:54,81    |
| 8     | Ken Elmer       | CAN  | 3:55,00    |

### 5000-Meter-Lauf
| Platz | Athlet              | Land | Zeit (min) |
| ----- | ------------------- | ---- | ---------- |
| 1     | Domingo Tibaduiza   | COL  | 14:02,00   |
| 2     | Ted Castaneda       | USA  | 14:03,20   |
| 3     | Rodolfo Gómez       | MEX  | 14:05,25   |
| 4     | Luis Hernández      | MEX  | 14:21,59   |
| 5     | José Romão da Silva | BRA  | 14:41,36   |
| 6     | Edmundo Warnke      | CHI  | 15:00,66   |
| 7     | Mike Slack          | USA  | 15:17,32   |
| 8     | Sixto Hierrezuelo   | CUB  | 15:32,59   |

### 10.000-Meter-Lauf
| Platz | Athlet             | Land | Zeit (min) |
| ----- | ------------------ | ---- | ---------- |
| 1     | Luis Hernández     | MEX  | 29:19,28   |
| 2     | Rodolfo Gómez      | MEX  | 29:21,22   |
| 3     | Domingo Tibaduiza  | COL  | 29:25,45   |
| 4     | Garry Bjorklund    | USA  | 29:52,36   |
| 5     | Rafael Ángel Pérez | CRC  | 30:07,97   |
| 6     | Edmundo Warnke     | CHI  | 30:31,67   |
| 7     | John Gregorio      | USA  | 30:42,25   |
| 8     | Hipólito López     | HON  | 32:22,13   |

### Marathon
| Platz | Athlet             | Land | Zeit (h) |
| ----- | ------------------ | ---- | -------- |
| 1     | Rigoberto Mendoza  | CUB  | 2:25:03  |
| 2     | Chuck Smead        | USA  | 2:25:32  |
| 3     | Tom Howard         | CAN  | 2:25:46  |
| 4     | Héctor Rodríguez   | COL  | 2:31:33  |
| 5     | Rafael Tadeo       | MEX  | 2:34:04  |
| 6     | Jairo Cubillos     | COL  | 2:37:10  |
| 7     | José de Jesús      | PUR  | 2:39:22  |
| 8     | Rafael Ángel Pérez | CRC  | 2:43:10  |

### 20 km Gehen
| Platz | Athlet           | Land | Zeit (h) |
| ----- | ---------------- | ---- | -------- |
| 1     | Daniel Bautista  | MEX  | 1:33:06  |
| 2     | Domingo Colín    | MEX  | 1:33:59  |
| 3     | Larry Young      | USA  | 1:37:54  |
| 4     | Rafael Vega      | COL  | 1:40:18  |
| 5     | Todd Scully      | USA  | 1:41:17  |
| 6     | Santiago Fonseca | HON  | 1:44:11  |
| 7     | Marcel Jobin     | CAN  | 1:45:41  |
| 8     | Ernesto Alfaro   | COL  | 1:50:32  |

### 110-Meter-Hürdenlauf
| Platz | Athlet            | Land | Zeit (s) |
| ----- | ----------------- | ---- | -------- |
| 1     | Alejandro Casañas | CUB  | 13,44    |
| 2     | Danny Smith       | BAH  | 13,72    |
| 3     | Arnaldo Bristol   | PUR  | 13,74    |
| 4     | Charles Rich      | USA  | 13,88    |
| 5     | Charles Dobson    | USA  | 14,13    |
| 6     | Márcio Lomónaco   | BRA  | 14,27    |
| 7     | Rodolfo Chavira   | MEX  | 14,57    |
| 8     | Jesús Villegas    | COL  | 14,58    |

Wind: 0,0 m/s

### 400-Meter-Hürdenlauf
| Platz | Athlet             | Land | Zeit (s) |
| ----- | ------------------ | ---- | -------- |
| 1     | James King         | USA  | 49,80    |
| 2     | Ralph Mann         | USA  | 50,04    |
| 3     | Dámaso Alfonso     | CUB  | 50,19    |
| 4     | Iván Mangual       | PUR  | 50,69    |
| 5     | Fabio Zúñiga       | COL  | 50,83    |
| 6     | Jesús Villegas     | COL  | 51,48    |
| 7     | David Jarvis       | CAN  | 51,82    |
| 8     | Enrique de la Mora | MEX  | 53,15    |

### 3000-Meter-Hindernislauf
| Platz | Athlet              | Land | Zeit (min) |
| ----- | ------------------- | ---- | ---------- |
| 1     | Mike Manley         | USA  | 9:04,29    |
| 2     | José Romão da Silva | BRA  | 9:05,31    |
| 3     | Octavio Guadarrama  | MEX  | 9:15,00    |
| 4     | Bryan Stride        | CAN  | 9:24,46    |
| 5     | Randy Lussenden     | USA  | 9:29,32    |
| 6     | José Cobo           | CUB  | 9:34,46    |
| 7     | Sixto Hierrezuelo   | CUB  | 9:40,52    |
| 8     | Modesto Comprés     | DOM  | 9:40,59    |

### 4-mal-100-Meter-Staffel
| Platz | Land                | Athleten                                                  | Zeit (s) |
| ----- | ------------------- | --------------------------------------------------------- | -------- |
| 1     | Vereinigte Staaten  | Bill Collins Clancy Edwards Larry Brown Donald Merrick    | 38,31    |
| 2     | Kuba                | Pablo Montes José Triana Alejandro Casañas Hermes Ramírez | 38,46    |
| 3     | Kanada              | Hugh Fraser Marvin Nash Robert Martin Albin Dukowski      | 38,86    |
| 4     | Brasilien           |                                                           | 39,18    |
| 5     | Trinidad und Tobago |                                                           | 39,25    |
| 6     | Guyana              |                                                           | 39,59    |
| 7     | Dominikan. Republik |                                                           | 39,73    |
| 8     | Puerto Rico         |                                                           | 39,80    |

### 4-mal-400-Meter-Staffel
| Platz | Land               | Athleten                                                        | Zeit (min) |
| ----- | ------------------ | --------------------------------------------------------------- | ---------- |
| 1     | Vereinigte Staaten | Herman Frazier Robert Taylor Maurice Peoples Ronnie Ray         | 3:00,76    |
| 2     | Kuba               | Eddy Gutiérrez Alberto Juantorena Carlos Álvarez Dámaso Alfonso | 3:02,82    |
| 3     | Kanada             | Ronald Jackson Bryan Saunders Glenn Bogue Don Domansky          | 3:03,92    |
| 4     | Jamaika            |                                                                 | 3:05,23    |
| 5     | Puerto Rico        |                                                                 | 3:12,41    |
| 6     | Mexiko             |                                                                 | 3:12,87    |

### Hochsprung
| Platz | Athlet           | Land | Höhe (m) |
| ----- | ---------------- | ---- | -------- |
| 1     | Tom Woods        | USA  | 2,25     |
| 2     | John Beers       | CAN  | 2,17     |
| 3     | Rick Cuttell     | CAN  | 2,17     |
| 4     | Richard Spencer  | CUB  | 2,15     |
| 5     | Clark Godwin     | BER  | 2,12     |
| 6     | José de la Cerda | MEX  | 2,06     |
| 7     | Javier Vivó      | MEX  | 2,06     |
| 8     | Luis Barrionuevo | ARG  | 1,95     |

### Stabhochsprung
| Platz | Athlet        | Land | Höhe (m) |
| ----- | ------------- | ---- | -------- |
| 1     | Earl Bell     | USA  | 5,40     |
| 2     | Bruce Simpson | CAN  | 5,20     |
| 3     | Roberto Moré  | CUB  | 5,20     |
| 4     | Jeff Taylor   | USA  | 5,10     |
| 5     | Alan Kane     | CAN  | 5,00     |
| 6     | Juan Laza     | CUB  | 4,92     |

### Weitsprung
| Platz | Athlet                  | Land | Weite (m) |
| ----- | ----------------------- | ---- | --------- |
| 1     | João Carlos de Oliveira | BRA  | 8,19      |
| 2     | Arnie Robinson          | USA  | 7,94      |
| 3     | Al Lanier               | USA  | 7,91      |
| 4     | Milán Matos             | CUB  | 7,69      |
| 5     | Ronaldo Lobato          | BRA  | 7,67      |
| 6     | Francisco Gómez         | CUB  | 7,66 w    |
| 7     | Rick Cuttell            | CAN  | 7,65      |
| 8     | George Swanston         | TRI  | 7,44      |

### Dreisprung
| Platz | Athlet                  | Land | Weite (m) |
| ----- | ----------------------- | ---- | --------- |
| 1     | João Carlos de Oliveira | BRA  | 17,89     |
| 2     | Tommy Haynes            | USA  | 17,20     |
| 3     | Milan Tiff              | USA  | 16,98     |
| 4     | Nelson Prudêncio        | BRA  | 16,85     |
| 5     | Gustavo Platt           | CUB  | 16,62     |
| 6     | Armando Herrera         | CUB  | 16,35     |
| 7     | Emilio Mazzeo           | ARG  | 15,85     |
| 8     | David Watt              | CAN  | 15,52     |

### Kugelstoßen
| Platz | Athlet             | Land | Weite (m) |
| ----- | ------------------ | ---- | --------- |
| 1     | Bruce Pirnie       | CAN  | 19,28     |
| 2     | Bishop Dolegiewicz | CAN  | 19,18     |
| 3     | Terry Albritton    | USA  | 19,18     |
| 4     | Juan Turri         | ARG  | 18,30     |
| 5     | José Jacques       | BRA  | 16,72     |
| 5     | José Carabolante   | BRA  | 16,72     |
| 7     | Julián Mejías      | CUB  | 16,68     |
| 8     | Pedro Serrano      | PUR  | 15,72     |

### Diskuswurf
| Platz | Athlet             | Land | Weite (m) |
| ----- | ------------------ | ---- | --------- |
| 1     | John Powell        | USA  | 62,36     |
| 2     | Julián Morrinson   | CUB  | 59,88     |
| 3     | Jay Silvester      | USA  | 59,82     |
| 4     | Bishop Dolegiewicz | CAN  | 58,56     |
| 5     | Ain Roost          | CAN  | 56,62     |
| 6     | Javier Moreno      | CUB  | 56,52     |
| 7     | José Jacques       | BRA  | 51,06     |
| 8     | Pedro Serrano      | PUR  | 47,80     |

### Hammerwurf
| Platz | Athlet          | Land | Weite (m) |
| ----- | --------------- | ---- | --------- |
| 1     | Larry Hart      | USA  | 66,56     |
| 2     | Ángel Cabrera   | CUB  | 65,24     |
| 3     | Scott Neilson   | CAN  | 64,56     |
| 4     | Murray Keating  | CAN  | 64,06     |
| 5     | Celso de Moraes | BRA  | 63,80     |
| 6     | José Vallejo    | ARG  | 63,76     |
| 7     | George Frenn    | USA  | 63,22     |
| 8     | Darwin Piñeyrúa | URU  | 62,12     |

### Speerwurf
| Platz | Athlet          | Land | Weite (m) |
| ----- | --------------- | ---- | --------- |
| 1     | Sam Colson      | USA  | 83,82     |
| 2     | Juan Jarvis     | CUB  | 82,30     |
| 3     | Raúl Fernández  | CUB  | 77,90     |
| 4     | Anthony Hall    | USA  | 77,88     |
| 5     | Phil Olsen      | CAN  | 77,60     |
| 6     | André Lajoie    | CAN  | 75,64     |
| 7     | Mario Sotomayor | COL  | 71,56     |
| 8     | Jorge Peña      | CHI  | 69,60     |

### Zehnkampf
| Platz | Athlet              | Land | Punkte |
| ----- | ------------------- | ---- | ------ |
| 1     | Bruce Jenner        | USA  | 8045   |
| 2     | Fred Dixon          | USA  | 8019   |
| 3     | Jesús Mirabal       | CUB  | 7582   |
| 4     | Tito Steiner        | ARG  | 7572   |
| 5     | Alfredo Silva       | CHI  | 6831   |
| 6     | Elpidio Encarnación | DOM  | 6701   |

## Frauen

### 100-Meter-Lauf
| Platz | Athletin        | Land | Zeit (s) |
| ----- | --------------- | ---- | -------- |
| 1     | Pamela Jiles    | USA  | 11,38    |
| 2     | Patty Loverock  | CAN  | 11,41    |
| 3     | Marjorie Bailey | CAN  | 11,42    |
| 4     | Silvia Chivás   | CUB  | 11,45    |
| 5     | Renaye Bowen    | USA  | 11,50    |
| 6     | Carol Cummings  | JAM  | 11,66    |
| 7     | Leleith Hodges  | JAM  | 11,74    |
| 8     | Carmen Valdés   | CUB  | 11,74    |

Wind: −1,6 m/s

### 200-Meter-Lauf
| Platz | Athletin              | Land | Zeit (s) |
| ----- | --------------------- | ---- | -------- |
| 1     | Chandra Cheeseborough | USA  | 22,77    |
| 2     | Pamela Jiles          | USA  | 22,81    |
| 3     | Silvina Pereira       | BRA  | 23,17    |
| 4     | Marjorie Bailey       | CAN  | 23,32    |
| 5     | Silvia Chivás         | CUB  | 23,33    |
| 6     | Joyce Yakubowich      | CAN  | 23,34    |
| 7     | Lorna Forde           | BAR  | 23,34    |
| 8     | Carol Cummings        | JAM  | 23,42    |

Wind: 0,0 m/s

### 400-Meter-Lauf
| Platz | Athletin         | Land | Zeit (s) |
| ----- | ---------------- | ---- | -------- |
| 1     | Joyce Yakubowich | CAN  | 51,62    |
| 2     | Debra Sapenter   | USA  | 52,22    |
| 3     | Lorna Forde      | BAR  | 52,36    |
| 4     | Helen Blake      | JAM  | 52,43    |
| 5     | Sharon Dabney    | USA  | 52,68    |
| 6     | Margaret McGowan | CAN  | 53,11    |
| 7     | Debbie Byfield   | JAM  | 54,19    |
| 8     | Eia Cabreja      | CUB  | 54,40    |

### 800-Meter-Lauf
| Platz | Athletin          | Land | Zeit (min) |
| ----- | ----------------- | ---- | ---------- |
| 1     | Kathy Weston      | USA  | 2:04,93    |
| 2     | Abby Hoffman      | CAN  | 2:06,93    |
| 3     | Joan Wenzel       | CAN  | 2:06,93    |
| 4     | Kathie Hall       | USA  | 2:07,56    |
| 5     | Ana María Nielsen | ARG  | 2:09,86    |
| 6     | Araceli Arana     | MEX  | 2:10,96    |
| 7     | Mercedes Álvarez  | CUB  | 2:15,41    |

### 1500-Meter-Lauf
| Platz | Athletin          | Land | Zeit (min) |
| ----- | ----------------- | ---- | ---------- |
| 1     | Jan Merrill       | USA  | 4:18,32    |
| 2     | Thelma Wright     | CAN  | 4:22,32    |
| 3     | Abby Hoffman      | CAN  | 4:26,25    |
| 4     | Cindy Bremser     | USA  | 4:31,73    |
| 5     | Ana María Nielsen | ARG  | 4:37,80    |
| 6     | Thelma Zúñiga     | CRC  | 4:48,67    |
| 7     | Ileana Hocking    | PUR  | 4:51,47    |
| 8     | Evasol Vallejo    | MEX  | 4:57,61    |

### 100-Meter-Hürdenlauf
| Platz | Athletin            | Land | Zeit (s) |
| ----- | ------------------- | ---- | -------- |
| 1     | Edith Noeding       | PER  | 13,56    |
| 2     | Deby LaPlante       | USA  | 13,68    |
| 3     | Marlene Elejalde    | CUB  | 13,80    |
| 4     | Patrice Donnelly    | USA  | 13,90    |
| 5     | Carmen Smith-Brown  | JAM  | 14,08    |
| 6     | Sue Bradley         | CAN  | 14,34    |
| 7     | Maria Luisa Betioli | BRA  | 14,35    |
| 8     | Ann Adams           | TRI  | 14,69    |

Wind: −0,3 m/s

### 4-mal-100-Meter-Staffel
| Platz | Land                | Athletinnen                                                      | Zeit (s) |
| ----- | ------------------- | ---------------------------------------------------------------- | -------- |
| 1     | Vereinigte Staaten  | Pamela Jiles Brenda Morehead Chandra Cheeseborough Martha Watson | 42,90    |
| 2     | Kuba                | Fulgencia Romay Silvia Chivás Marlene Elejarde Carmen Valdés     | 43,65    |
| 3     | Kanada              | Marjorie Bailey Joanne McTaggart Joyce Yakubowich Patty Loverock | 43,68    |
| 4     | Jamaika             |                                                                  | 43,95    |
| 5     | Argentinien         |                                                                  | 44,90    |
| 6     | Brasilien           |                                                                  | 45,21    |
| 7     | Trinidad und Tobago |                                                                  | 45,56    |
| 8     | Bermuda             | Debbie Jones                                                     | 46,00    |

### 4-mal-400-Meter-Staffel
| Platz | Land               | Athletinnen                                                          | Zeit (min) |
| ----- | ------------------ | -------------------------------------------------------------------- | ---------- |
| 1     | Kanada             | Joyce Yakubowich Margaret McGowan Rachelle Campbell Joanne McTaggart | 3:30,36    |
| 2     | Vereinigte Staaten | Debra Sapenter Kathy Weston Sharon Dabney Patricia Helms             | 3:30,64    |
| 3     | Kuba               | Aurelia Pentón Eia Cabreja Asunción Acosta Rosa López                | 3:31,65    |
| 4     | Jamaika            |                                                                      | 3:32,38    |

### Hochsprung
| Platz | Athletin            | Land | Höhe (m) |
| ----- | ------------------- | ---- | -------- |
| 1     | Joni Huntley        | USA  | 1,89     |
| 2     | Louise Walker       | CAN  | 1,86     |
| 3     | Andrea Bruce        | JAM  | 1,83     |
| 4     | Debbie Brill        | CAN  | 1,81     |
| 5     | Maria Luisa Betioli | BRA  | 1,81     |
| 6     | Pam Spencer         | USA  | 1,77     |
| 7     | Angela Carbonell    | CUB  | 1,74     |
| 8     | Jurema da Silva     | BRA  | 1,71     |

### Weitsprung
| Platz | Athletin           | Land | Weite (m) |
| ----- | ------------------ | ---- | --------- |
| 1     | Ana Alexander      | CUB  | 6,63      |
| 2     | Martha Watson      | USA  | 6,57      |
| 3     | Kathy McMillan     | USA  | 6,49      |
| 4     | Silvina Pereira    | BRA  | 6,44      |
| 5     | Marcia Garbey      | CUB  | 6,38      |
| 6     | Diane Jones        | CAN  | 6,18      |
| 7     | Ana Desevici       | URU  | 5,78      |
| 8     | Georgine Koorndijk | SUR  | 5,68      |

### Kugelstoßen
| Platz | Athletin           | Land | Weite (m) |
| ----- | ------------------ | ---- | --------- |
| 1     | María Elena Sarría | CUB  | 18,03     |
| 2     | Hilda Ramírez      | CUB  | 17,28     |
| 3     | Lucette Moreau     | CAN  | 16,96     |
| 4     | Maureen Dowds      | CAN  | 16,46     |
| 5     | Maren Seidler      | USA  | 16,34     |
| 6     | Mary Jacobson      | USA  | 14,96     |
| 7     | Maria Boso         | BRA  | 14,40     |
| 8     | Orlanda Lynch      | SUR  | 12,70     |

### Diskuswurf
| Platz | Athletin                  | Land | Weite (m) |
| ----- | ------------------------- | ---- | --------- |
| 1     | Carmen Romero             | CUB  | 60,16     |
| 2     | María Cristina Betancourt | CUB  | 58,52     |
| 3     | Jane Haist                | CAN  | 53,12     |
| 4     | Lucette Moreau            | CAN  | 52,16     |
| 5     | Jan Svendsen              | USA  | 48,94     |
| 6     | Odete Domingos            | BRA  | 47,76     |
| 7     | Maria Boso                | BRA  | 45,08     |
| 8     | Terri Sabol               | USA  | 43,86     |

### Speerwurf
| Platz | Athletin        | Land | Weite (m) |
| ----- | --------------- | ---- | --------- |
| 1     | Sherry Calvert  | USA  | 54,70     |
| 2     | María Beltrán   | CUB  | 54,36     |
| 3     | Lynn Cannon     | USA  | 48,64     |
| 4     | Laurie Kern     | CAN  | 48,40     |
| 5     | Mariela Zapata  | COL  | 45,18     |
| 6     | Diana Rodríguez | PUR  | 43,84     |
| 7     | Magda Faneyte   | AHO  | 41,26     |
| 8     | Guadalupe López | MEX  | 40,38     |

### Fünfkampf
| Platz | Athletin           | Land | Punkte |
| ----- | ------------------ | ---- | ------ |
| 1     | Diane Jones        | CAN  | 4673   |
| 2     | Gale Fitzgerald    | USA  | 4486   |
| 3     | Andrea Bruce       | JAM  | 4391   |
| 4     | Edith Noeding      | PER  | 4257   |
| 5     | Conceição Geremias | BRA  | 4136   |
| 6     | Dana Collins       | USA  | 4086   |
| 7     | María Ángeles Cato | MEX  | 3941   |
| 8     | Joanne Jones       | CAN  | 3930   |